# Clowesia warczewitzii
Clowesia warczewitzii är en orkidéart som först beskrevs av John Lindley och Joseph Paxton, och fick sitt nu gällande namn av Dodson. Clowesia warczewitzii ingår i släktet Clowesia, och familjen orkidéer. Inga underarter finns listade i Catalogue of Life.